# Ендогени канабиноиди
Ендогени канабиноиди или  ендоканабиноиди систем су једињења слична канабису које производи љуско тело, а која играју важну улогу у модулацији метаболизма и упале, преко активирације канабиноидних рецептора. Након открића првог канабиноидног рецептора 1988. године, научници су започели потрагу за ендогеним лигандима тог рецептора.

## Опште информације
Ендоканабиноидни систем  је биолошки систем у телу који помаже у регулацији и равнотежи кључних телесних функција.
Истраживања сугеришу да ендоканабиноидни систем  може бити потенцијална терапијска мета у бројним физиолошким стањима као што су:
- енергетски биланс
- стимулација апетита
- крвни притисак
- бол
- ембрионални развој
- контрола мучнине и повраћања
- памћење и учење
- имуни одговор

Поред тога, поремећаји у ендоканабиноидном систему су повезани са болестима и стањима као што су:
- Паркинсонова болест
- Хантингтонова болест
- Алцхајмерова болест
- Мултипла склероза
- Схизофренија
- Енергетски метаболизам

Од раних 1990-их, окарактерисан је низ генетских полиморфизама у генима и протеинима ендоканабиноидног система. Тренутно идентификовани генетски полиморфизми ендоканабиноидног система повезани са злоупотребом дрога и алкохола, шизофренијом, другим менталним поремећајима и енергетским метаболизмом.

## Главне компоненте ендоканабиноидног система
Иако је потребно више истраживања да би се боље разумео ендоканабиноидни систем, истраживачи знају да то укључује три главне компоненте: ендоканабиноиде, ендоканабиноидне рецепторе и ензиме:

### 1. Ендоканабиноиди
Ендогени канабиноиди, или ендоканабиноиди, су природни неуротрансмитери, засновани на липидима . Неуротрансмитери су хемијски гласници у телу који шаљу сигнале између нервних ћелија.
Ендоканабиноиди помажу у различитим телесним функцијама. Тело их производи по потреби, због чега је тешко знати који су типични нивои.
Два главна идентификована ендоканабиноида укључују:
- Анандамид (АЕА или арахидоноил етаноламид)
- 2-архидоноил глиерол (2-АГ)

Стручњаци верују да постоје додатни ендоканабиноиди у телу, али њихове улоге и функције још нису дефинитивно познате.

### 2. Ендоканабиноидни рецептори
Канабиноидни рецептори се налазе на површини ћелија у целом телу. Ендоканабиноиди се вежу или везују за рецепторе, што шаље поруку ЕЦС-у да покрене одговор.
Два примарна канабиноидна рецептора су присутна у целом телу:
- ЦБ1 је углавном присутни,[9] у централном нервном систему (ЦНС), који се састоји од мозга и кичмене мождине.[10]
- ЦБ2 је углавном присутан,[11] у периферном нервном систему (ПНС)[12]  и у имуним ћелијама.

Стручњаци сматрају да можда постоји и трећи канабиноидни рецептор , али истраживања нису коначна.
Ендоканабиноиди се могу везати за било коју врсту рецептора, узрокујући различите резултате у зависности од локације рецептора у телу.
На пример, ендоканабиноиди могу циљати ЦБ1 рецепторе у кичменом нерву да би ублажили бол или се везали за ЦБ2 рецептор у имуној ћелији, што сигнализира да тело доживљава упалу.

### 3. Ензими
Ензими су одговорни за разградњу ендоканабиноида након што изврше потребну реакцију. Два главна ензима који разграђују ендоканабиноиде су:
- амид хидролазе масних киселина, која разлаже АЕА
- моноацилглицерол кисела липаза, која разлаже 2-АГ

## Како тело производи и ослобађа ендоканабиноиде?
Људско тело природно производи ендоканабиноиде, који су присутни у различитим органима и ткивима,, као што су:
- мишићи,

- мозак и

- ћелије кроз које круже.

Ендоканабиноиди постају активни када се вежу за канабиноидни рецептор. Рецептори се такође налазе у целом телу.
Истраживања се настављају о тачном физиолошком механизму који промовише или покреће везивање рецептора за ендоканабиноиде. Али стручњаци сматрају да када је систем у телу ван равнотеже, рецептори се везују за канабиноиде како би помогли у решавању проблема.
Ендоканабиноидни систем је прецизан. На пример, ако је телесна температура ван нормалног опсега, овај систем је регулише без промене других процеса. Једном када ендоканабиноидни систем доведе тело у равнотежу, ензими разграђују канабиноиде како би спречили њихово нагомилавање ипретерано кориговање проблема.

## Механизам дејства
Канабис испољава своје ефекте на тело везујући се за канабиноидне рецепторе, који се такође везују за ендогене канабиноиде које тело производи, а који су названи ендоканабиноиди. Ендогени канабиноиди, које тело производи, су једињења слична канабису која играју важну улогу у модулацији метаболизма и упале. Ендоканабиноиди су укључени у модулацију бројних биолошких процеса, као што су:
- метаболизам,
- бол,
- упала и
- пренос информација у мозгу.

Ослобађање ендоканабиноида, заједно са опиоидима, такође је одговорно за осећај еуфорије који људи генерално доживљавају након интензивног тренинга.

### Улога у меморији
Мишеви третирани тетрахидроканабинолом показују супресију дуготрајне потенцираности у хипокампусу, процесу који је неопходан за формирање и складиштење дуготрајне меморије.  Ови резултати се могу поклапати са анегдотским доказима који сугеришу да пушење канабиса нарушава краткорочно памћење. У складу са овим налазом, мишеви без ЦБ1 рецептора показују побољшану меморију и дуготрајно потенцирање што указује да ендоканабиноидни систем може играти кључну улогу у изумирању старих сећања. 
Једна студија је открила да је третман пацова високим дозама синтетичког канабиноида ХУ-210 током неколико недеља резултује стимулацијом неуралног раста у региону хипокампуса пацова, делу лимбичког система који игра улогу у формирању декларативног и просторног сећања, али нису истраживали ефекте на краткорочно или дугорочно памћење.  Узети заједно, ови налази сугеришу да ефекти ендоканабиноида на различите мождане мреже укључене у учење и памћење могу варирати.

#### Улога у неурогенези хипокампуса
У мозгу одраслих, ендоканабиноидни систем олакшава неурогенезу   грануларних  ћелија хипокампуса.  У субгрануларној зони зупчастог гируса, мултипотентни нервни прогенитори (НП) стварају ћерке ћелије које током неколико недеља сазревају у грануларне ћелије чији аксони пројектују и синапсе на дендрите у ЦА3 региону.  Показало се да нервни прогенитори у хипокампусу поседују амид хидролазу масних киселина (ФААХ) и експримирају ЦБ1 и користе 2-АГ. Интригантно, активација ЦБ1 ендогеним или егзогеним канабиноидима промовише пролиферацију и диференцијацију нервних прогенитора; ова активација је одсутна у ЦБ1 нокаутима и укида се у присуству антагониста.

#### Улога у индукција синаптичке депресије
Познато је да ендоканабиноиди утичу на синаптичку пластичност, а посебно се сматра да посредују у дуготрајној депресији (ЛТД, што се односи на активирање неурона, а не на психолошку депресију). Краткотрајна депресија (СТД) је такође описана. Први пут објављен у стриатуму,  познато је да овај систем функционише у неколико других можданих структура као што су језгро прислоњеног мозга, амигдала, хипокампус, церебрални кортекс, мали мозак, вентрална тегментална област (ВТА), мождано стабло и супериорни коликулус. Типично, ове ретроградне трансмитере ослобађа постсинаптички неурон и она потом изазивају синаптичку депресију активирањем пресинаптичких ЦБ1 рецептора.
Даље је сугерисано да различити ендоканабиноиди, или 2-АГ и анандамид, могу посредовати у различитим облицима синаптичке депресије кроз различите механизме.  Студија спроведена са нуклеусом стриа терминалис открила је да је издржљивост депресивних ефеката посредована два различита сигнална пута заснована на типу активираног рецептора. 
Утврђено је и да 2-АГ делује на пресинаптичке ЦБ1 рецепторе како би посредовао у ретроградној краткотрајној  депресија након активације Л-типа калцијумских канала, док је анандамид синтетисан након активације мГлуР5 и покренуо аутокрину сигнализацију на постсинапским ТРПВ1 рецепторима који су индуковали краткотрајну депресију.  Ови налази пружају мозгу директан механизам за селективно инхибирање неуронске ексцитабилности у различитим временским скалама. Селективном интернализовањем различитих рецептора, мозак може ограничити производњу специфичних ендоканабиноида да би фаворизовао временску скалу у складу са својим потребама.

### Улога у апетиту
Докази о улози ендоканабиноидног система у понашању у потрази за храном долазе из различитих студија о канабиноидима. Подаци који се појављују сугеришу да ТХЦ делује преко ЦБ1 рецептора у језгру хипоталамуса и директно повећава апетит.
Сматра се да неурони хипоталамуса тонички производе ендоканабиноиде који раде на чврстој регулацији глади. Количина произведених ендоканабиноида је у обрнутој корелацији са количином лептина у крви. На пример, мишеви без лептина не само да постају масивно гојазни, већ изражавају абнормално високе нивое хипоталамичких ендоканабиноида као компензациони механизам.  Слично, када су ови мишеви третирани ендоканабиноидним инверзним агонистима, као што је римонабант, унос хране је смањен.
Када је ЦБ1 рецептор инактивиран код мишева, ове животиње имају тенденцију да буду мршавије и мање гладне од мишева дивљег типа. 
Сродна студија је испитивала ефекат ТХЦ-а на хедоничку  вредност хране и открила појачано ослобађање допамина у нуклеус акумбенсу и  понашање повезано са задовољством након примене раствора сахарозе.
Сродна студија је открила да ендоканабиноиди утичу на перцепцију укуса у ћелијама укуса. У ћелијама укуса, показало се да ендоканабиноиди селективно појачавају снагу неуронске сигнализације за слатке укусе, док је лептин смањио снагу овог истог одговора. 
Иако постоји потреба за додатним истраживањима, ови резултати сугеришу да је активност канабиноида у хипоталамусу и нуклеус акумбенсу повезана са апетитом, односно понашањем у потрази за храном.

### Улога у енергетском балансу и метаболизму
Показало се да ендоканабиноидни систем има хомеостатску улогу тако што контролише неколико метаболичких функција, као што су складиштење енергије и транспорт хранљивих материја. 
Ендоканабиноидни систем делује на периферна ткива као што су адипоцити, хепатоцити, гастроинтестинални тракт, скелетни мишићи и ендокрини панкреас. Такође се повезује и са модулацијом инсулинске осетљивости. Кроз све ово, ендоканабиноидни систем може играти улогу у клиничким стањима, као што су гојазност, шећерна болест и атеросклероза, па му се може приписати и кардиоваскуларна улога.

### Аутономни нервни систем
Периферна експресија канабиноидних рецептора навела је истраживаче да истраже улогу канабиноида у аутономном нервном систему. Истраживања су открила да се ЦБ1 рецептор пресинаптички изражава моторним неуронима који инервирају висцералне органе. 
Инхибиција електричних потенцијала посредована канабиноидима доводи до смањења ослобађања норадреналина из нерава симпатичког нервног система. 
Друге студије су откриле сличне ефекте у ендоканабиноидној регулацији цревне покретљивости, укључујући инервацију глатких мишића повезаних са дигестивним, уринарним и репродуктивним системима.

### Аналгезија
У кичменој мождини, канабиноиди потискују реакције неурона у дорзалном рогу изазване штетним стимулусом, вероватно модулацијом падајућег уноса норадреналина из можданог стабла.  Како су многа од ових влакана првенствено ГАБА нергична, канабиноидна стимулација у кичменом стубу доводи до дезинхибиције која би требало да повећа ослобађање норадреналина и слабљење обраде штетних стимулуса у периферном и дорзалној ганглији корена.
Ендоканабиноид који се највише истражује код болова је палмитоилетаноламид. Палмитоилетаноламид је масни амин сродан анандамиду, али засићен и иако се у почетку мислило да ће се палмитоилетаноламид везати за ЦБ1 и ЦБ2 рецептор, касније је откривено да су најважнији рецептори ППАР-алфа рецептор, ТРПВ рецептор и ГПР55 рецептор. 
Палмитоилетаноламид је процењен због његовог аналгетичког дејства код великог броја индикација бола, и утврђено је да је безбедан и ефикасан.
Откривено је да је модулација ендоканабиноидног система метаболизмом у Н-арахидиноил-феноламин (АМ404), ендогени канабиноидни неуротрансмитер, један од механизама  за аналгезију ацетаминофеном (парацетамолом).
Ендоканабиноиди су укључени у плацебом индуковане аналгетичке одговоре.

### Ендоканабиноиди и цревни микроби
Микроорганизми присутни у цревима, које људи заједнички називају цревном микробиотом, такође имају значајан утицај на метаболизам. Промене у саставу ових микроорганизама, укључујући смањену разноликост цревних микроорганизама, повезане су са гојазношћу и другим метаболичким поремећајима. Студије сугеришу да ендоканабиноидни систем интерагује са микробиотом црева и да утиче на метаболизам и енергетску хомеостазу. На пример, састав микробиоте црева може утицати на нивое ендоканабиноида и канабиноидних рецептора у цревима. Конкретно, промене у саставу микробиома црева код гојазности се јављају заједно са нижим нивоима ендоканабиноида.
Гојазност и други метаболички поремећаји су такође повезани са хроничном упалом ниског степена. И ендоканабиноиди и цревна микробиота су укључени у модулацију упале, укључујући и горе поменута стања.
Одређене врсте цревних бактерија могу разградити дијетална влакна да би произвеле кратколанчане масне киселине. Ове кратколанчане масне киселине имају везу са нижим запаљењем и могу имати заштитне ефекте против гојазности.
Слично томе, ендоканабиноидни систем може ограничити упалу, а промене у ендоканабиноидном систему се примећују код синдрома иритабилног црева (ИБС) и гојазности.

## Ендоканабиноиди и физичко вежбање
Микроорганизми у цревима, заједнички познати као цревна микробиота, производе кратколанчане масне киселине након разградње дијететских влакана. Стручњаци знају да ендогени канабиноиди имају антиинфламаторно дејство, као и кратколанчане масне киселине које производи цревна микробиота.
Нова студија извештава да је 6-недељна интервенција вежбања смањила нивое инфламаторних маркера и да је овај ефекат пратио виши ниво ендоканабиноида и масних киселина кратког ланца.
Ови резултати сугеришу да кратколанчане масне киселине које производе цревни микроорганизми могу да ступе у интеракцију са ендоканабиноидима како би испољиле антиинфламаторне ефекте.
Нова студија је показала да је свакодневна физичка вежба ефикасна у снижавању нивоа маркера повезаних са упалом. Штавише, студија сугерише да ендоканабиноидни систем може да ступи у интеракцију са цревним микроорганизмима како би произвео такво смањење инфламаторних маркера.
Такође је откривено да су се нивои ендоканабиноида и масних киселина кратког ланца повећали у групи која је вежбала, али нису показали никакве промене у контролној групи. Истовремено је дошло до пада нивоа проинфламаторних цитокина код учесника групе која се бавила вежбањем.
Промене у нивоима ендоканабиноида анандамида корелирале су са бутиратом масних киселина кратког ланца након 6 недеља у две групе. Штавише, истраживач је открио позитивну корелацију између промена у нивоу ендоканабиноида и повећања обиља кратколанчаних бактерија које производе масне киселине.
С друге стране, промене у нивоу ендоканабиноида биле су у негативној корелацији са променама у обиљу бактерија и цитокина повезаних са проинфламаторним ефектима.
На крају, нивои ендоканабиноида су били позитивно повезани са нивоима експресије гена за кратколанчани рецептор масних киселина ФФАР2 и канабиноидни рецептор ЦНР2.
Кратколанчани рецептор масних киселина повезан је са мањим ризиком од гојазности, док је ЦНР2 повезан са антиинфламаторним ефектима.
Ови резултати сугеришу да би антиинфламаторни ефекти који су резултат физичке вежбе потенцијално могли укључити интеракцију између ендоканабиноида и кратколанчаних масних киселина.